# 馬布爾鎮區 (內布拉斯加州桑德斯縣)
馬布爾鎮區（英語：Marble Township）是位於美國內布拉斯加州桑德斯縣的一個行政鎮區。

## 地方資料
馬布爾鎮區的面積為109.21平方千米，當中陸地面積為107.07平方千米，而水域面積為2.14平方千米。根據2020年美國人口普查的數據，當地共有人口454人，而人口密度為每平方千米4.16人。